# Águilas Negras
Águilas Negras é um termo utilizado para nomear uma série de organizações criminosas colombianas, criadas como uma nova forma de paramilitarismo, compostas por forças paramilitares novas e preexistentes, que surgiram a partir das falhas do processo de desmobilização, entre 2004 e 2006, que teve como objetivo desarmar as Autodefesas Unidas da Colômbia (AUC).
Os Águilas Negras estão intimamente associados com os cartéis de drogas e estão envolvidos em atividades de tráfico de drogas, extorsões, chantagem e sequestros. Além disso, têm atacado membros da guerrilha e supostos simpatizantes e são ditos estar estreitamente ligados aos Los Urabeños. Um indivíduo que tem sido acusado de liderar os Águilas Negras é o ex-líder do AUC, Vicente Castaño.